# Скобелево (Ловечская область)
Скобелево (болг. Скобелево) — село в Болгарии. Находится в Ловечской области, входит в общину Ловеч. Население составляет 336 человек.

## Политическая ситуация
В местном кметстве Скобелево, в состав которого входит Скобелево, должность кмета (старосты) исполняет Димитр Василев Добрев (Болгарская социалистическая партия (БСП)) по результатам выборов правления кметства.
Кмет (мэр) общины Ловеч — Минчо Стойков Казанджиев (Болгарская социалистическая партия (БСП)) по результатам выборов в правление общины.